# The Yellow Lotus
«The Yellow Lotus» (укр. «Жовтий лотос») — друга серія тридцять шостого сезону мультсеріалу «Сімпсони», прем'єра якої відбулась 6 жовтня 2024 року у США на телеканалі «Fox».

## Сюжет
Гомер і Мардж плавають в затоці. Раптово до них припливає труп…
За тиждень до цього Сімпсони й інші сім'ї зі Спрінґфілда припливають кораблем на елітний курорт «Жовтий лотос». Мардж не може повірити, що вони змогли собі це дозволити. Однак, Гомер нагадує, що 10 років тому вони задурено вклали гроші в контракт користування таймшером. Тепер Сімпсони накопичили достатньо балів, можуть ним скористатися.
Однак, по прибутті Ліндсі Нейджл зупиняє їх кажучи, що таймшер-компанія давно збанкрутувала. Гомер говорить, що в них є мільйони балів, через що їх радо приймають… на кілька хвилин. Опісля Сімпсонів проганяють з готелю.
На пристані сім'я спостерігає, як приземляється літак однієї багатійки Таші. Сімпсони потайки пробираються в кімнату для її багажу та вирішують там заселитися. Вони чують розмову чоловіка Таші ― Другого Номера Боба, в якого є план щодо дружини…
Мардж вирішує розповісти Таші про минуле Боба, але останній заходить до кімнати Сімпсонів. Він їх шантажує: якщо вони розкриють правду про його минуле, він здасть їх за проникнення до номера. Тож всім залишається лише спокійно насолоджуватися відпочинком. Сімпсони погоджуються за умови, що Боб нічого лиховісного не зробить.
Сімпсони розважаються на курорті, хоча Мардж помічає, що інші відвідувачі не є щасливими й атмосфера гнітюча. Наприклад, Берніс Гібберт замінює алкоголь ліками, а ворожка віщує неминучу смерть когось…
Переживаючи за Ташу Мардж попереджує жінку про її нового чоловіка. Натомість Боб здає Сімпсонів, що нелегально відпочивають в «Жовтому лотосі». Опісля за Гомером і Мардж женеться охорона готелю, але їм вдається сховатися.
Згодом гуляючи набережною Сімпсони зустрічають Ніка Каллагена, афериста, який продав їм таймшер. Побачивши, що чоловік і далі займається шахрайством, Мардж виплескують гнів на ньому, а тоді дорікає гостям курорту, що вони не насолоджуються елітним курортом. Після промови їх ловить охорона. На пристані Гомер і Мардж вирішують востаннє скупатися в затоці.
Тим часом Другий Номер Боб відводить Ташу на урвище, де втілює свій план… Він робить їй сюрприз даруючи замовлене кольє. Боб розкриває свої почуття дружині, але та штовхає його з урвища (через ліки від головного болю у неї розвинувся швидкий маніакально-депресивний стан). На щастя, Боб виживає та йому допомагає Третій Номер Мел.
На повітряній кулі Джуліус Гібберт ставить край залежності Берніс і викидує ліки у воду. З полегшенням вони летять далі, але препарати проковтує видра, що плавала у воді. Роз'ятрена ліками, вона нападає на Ніка Каллагена та загризає до смерті.
У сцені під час титрів під острівну мелодію співається про чергове нещасливе життя екранних багатіїв.

## Виробництво
Спочатку виробничий код 35ABF08 мала серія «The Beautiful Shame» (укр. «Прекрасний сором»). Однак, у січні 2024 року було оголошено, що серією 35ABF09 стала «The Yellow Lotus».
Мелодію «Жовтого лотоса» написала і проспівала композиторка «Сімпсонів» Кара Тальве.

## Культурні відсилання та цікаві факти
- Серія містить багато пародійних елементів на серіал «Білий лотос»[3][4].
- На задньому плані у флешбеці як камео присутні камео продюсера «Сімпсонів» Майка Рейса та його дружини Деніз[5].

## Ставлення критиків і глядачів
Під час прем'єри серію переглянули 0,89 млн осіб, з рейтингом 0.2, що зробило її найпопулярнішим шоу на каналі «Fox» тієї ночі.
Джон Шварц із сайту «Bubbleblabber» оцінив серію на 7,5/10, сказавши:
|  | …Цьоготижнева серія «Сімпсонів» дала нам найважливішу думку про те, що робить чудова серія шоу… комедію. Завдяки цьому сценарій, написаний Лоні Стіл Состхенд, демонструє різноманітні розкопки індустрії відпочинку загалом, а точніше смішність таймшерів, які значною мірою є шахрайством, але все одно не заважають багатьом людям вкладати свої заощадження… Видра, що божеволіє, була веселою, хоча й короткочасною, але загалом цьоготижневий епізод «Сімпсонів» був веселим. |

На сайті «Me Blog Write Good» відзначили:
|  | Колодязь Сайдшоу Боба на даний момент абсолютно висох, у персонажа просто не залишилося соку… Ах, все одно. Це була для мене справжня плоска лінія серії, «сатира» на шоу, яке вже було гострою сатирою, абсолютно нічого не додаючи до розмови. |